# Бёкема, Сам
Сам Бёкема (нидерл. Sam Beukema; род. 17 ноября 1998, Девентер, Оверэйссел) — нидерландский футболист, защитник клуба «Наполи».

## Клубная карьера
Бёкема — воспитанник клубов «Дипенвен», «Твенте» и «Гоу Эхед Иглз». 1 сентября 2017 года в матче против «Хелмонд Спорт» он дебютировал в Эрстедивизи в составе последних. 20 сентября 2019 года в поединке против дублёров «Аякса» Сэм забил свой первый гол за «Гоу Эхед Иглз». Летом 2021 года Бёкема перешёл в АЗ. 19 сентября в матче против «Хераклес» он дебютировал в Эредивизи. 16 января 2022 года в поединке против ситтардской «Фортуны» Сэм забил свой первый гол за АЗ.
3 июля 2023 года Бёкема подписал контракт с итальянским клубом «Болонья». Бёкема стал седьмым футболистом из Нидерландов в истории клуба. 21 августа в матче против «Милана» он дебютировал в итальянской Серии A. 20 декабря в поединке Кубка Италии против миланского «Интера» Сам забил свой первый гол за «Болонью».
20 июля 2025 года Бёкема стал игроком клуба «Наполи».

## Достижения
«Болонья»
- Обладатель Кубка Италии: 2024/25